# Thyrgis viridis
Thyrgis viridis är en fjärilsart som beskrevs av Druce 1903. Thyrgis viridis ingår i släktet Thyrgis och familjen björnspinnare. Inga underarter finns listade i Catalogue of Life.